# Liste des diocèses en république démocratique du Congo
L'Église catholique romaine est composée en république démocratique du Congo de 6 archidiocèses et de 42 diocèses.
- Archidiocèse de Bukavu
  - Diocèse de Butembo-Beni
  - Diocèse de Goma
  - Diocèse de Kasongo
  - Diocèse de Kindu
  - Diocèse d'Uvira
- Archidiocèse de Kananga
  - Diocèse de Kabinda
  - Diocèse de Kole
  - Diocèse de Luebo
  - Diocèse de Luiza
  - Diocèse de Mbujimayi
  - Diocèse de Mweka
  - Diocèse de Tshilomba
  - Diocèse de Tshumbe
- Archidiocèse de Kinshasa
  - Diocèse de Boma
  - Diocèse d'Idiofa
  - Diocèse d'Inongo
  - Diocèse de Kenge
  - Diocèse de Kikwit
  - Diocèse de Kisantu
  - Diocèse de Matadi
  - Diocèse de Popokabaka
- Archidiocèse de Kisangani
  - Diocèse de Bondo
  - Diocèse de Bunia
  - Diocèse de Buta
  - Diocèse de Doruma-Dungu
  - Diocèse d'Isangi
  - Diocèse d'Isiro-Nyangara
  - Diocèse de Mahagi-Nioka
  - Diocèse de Wamba
- Archidiocèse de Lubumbashi
  - Diocèse de Kalemie–Kirungu
  - Diocèse de Kamina
  - Diocèse de Kilwa–Kasenga
  - Diocèse de Kolwezi
  - Diocèse de Kongolo
  - Diocèse de Manono
  - Diocèse de Sakania–Kipushi
- Archidiocèse de Mbandaka-Bikoro
  - Diocèse de Basankusu
  - Diocèse de Bokungu-Ikela
  - Diocèse de Budjala
  - Diocèse de Lisala
  - Diocèse de Lolo
  - Diocèse de Molegbe